# Inline-Alpin-Junioreneuropameisterschaft 2013
Die 8. Inline-Alpin-Junioreneuropameisterschaft 2013 (European Children Champs) wurde am 26. Mai 2013 im deutschen Bad Hersfeld im Bundesland Hessen ausgetragen. Die Veranstaltung fand im Rahmen des DSV Ski-Inline Cups statt. Die Veranstalter waren der World Inline Alpine Committee (WIAC) und der Deutsche Skiverband (DSV). Ausrichter war der Verein SGK Rotenburg.

## Infos
Am 15. November 2012 kam eine offizielle Pressemitteilung heraus, dass der Verein SGK Rotenburg die Inline-Alpin-Junioreneuropameisterschaft im Jahr 2013 in Bad Hersfeld austragen wird. Dies hatten der deutsche Skiverband und der World Inline Alpine Committee entschieden. Der SGK Rotenburg hatte sich nicht beim DSV dafür beworben, sondern der Inline-Beauftragte des DSV war zum Verein SGK Rotenburg gegangen und fragte, ob der Verein die Junioreneuropameisterschaft austragen möchte.

## Teilnehmer
| Europa (3 Länder)        | Europa (3 Länder) |
| ------------------------ | ----------------- |
| - Deutschland - Slowakei | - Tschechien      |

## Streckendaten
Die Wettbewerbe der Herren und Damen wurde in der Leinenweberstraße/Industrie - Gebiet Hohe Luft in Bad Hersfeld (Koordinaten: 50° 51′ 31,2″ N, 9° 43′ 54,5″ O) ausgetragen. Rennleiter war Thomas Brenzel und Chef Torrichter war Horst Pfau.
|                    | Slalom          |
| ------------------ | --------------- |
| Startzeit 1. Lauf  | 10:20 Uhr       |
| Startzeit 2. Lauf  | 13:30 Uhr       |
| Streckenlänge      | 350 m           |
| Kurssetzer 1. Lauf | J. Rump (?)     |
| Kurssetzer 2. Lauf | V. Kesely (SVK) |
| Tore 1. Lauf       | 45              |
| Tore 2. Lauf       | 39              |

## Medaillenspiegel

### Nationen
| Platz | Land        | Gold | Silber | Bronze | Gesamt |
| ----- | ----------- | ---- | ------ | ------ | ------ |
| 1     | Deutschland | 2    | 2      | 2      | 6      |

### Sportler
| Platz | Sportler(in)          | Land | Gold | Silber | Bronze | Gesamt |
| ----- | --------------------- | ---- | ---- | ------ | ------ | ------ |
| 1     | Dominicus Wiedenmayer | GER  | 1    | 0      | 0      | 1      |
|       | Ulrike Bertsch        | GER  | 1    | 0      | 0      | 1      |
| 3     | Amir Abo Shawish      | GER  | 0    | 1      | 0      | 1      |
|       | Lara Kögel            | GER  | 0    | 1      | 0      | 1      |
| 5     | Jonas Börsig          | GER  | 0    | 0      | 1      | 1      |
|       | Alexa Brust           | GER  | 0    | 0      | 1      | 1      |

## Ergebnis Herren
| Platz | Name                  | Land | Zeit 1. | Zeit 2. | Gesamt    |
| ----- | --------------------- | ---- | ------- | ------- | --------- |
| 01    | Dominicus Wiedenmayer | GER  | 31,87 s | 28,82 s | 1:00,69 h |
| 02    | Amir Abo Shawish      | GER  | 31,96 s | 29,54 s | 1:01,50 h |
| 03    | Jonas Börsig          | GER  | 32,95 s | 29,41 s | 1:02,36 h |
| 04    | Lars Henkel           | GER  | 33,47 s | 29,56 s | 1:03,03 h |
| 05    | Johannes Silberbauer  | GER  | 33,58 s | 30,16 s | 1:03,74 h |
| 06    | Simon Jantsch         | GER  | 33,94 s | 30,16 s | 1:04,10 h |
| 07    | Alexander Örtel       | GER  | 33,95 s | 30,77 s | 1:04,72 h |
| 08    | Jürgen Schiffer       | GER  | 34,27 s | 31,00 s | 1:05,27 h |
| 09    | Matthis Schift        | GER  | 34,90 s | 30,64 s | 1:05,54 h |
| 10    | Manuel Wlcek          | GER  | 34,75 s | 30,87 s | 1:05,62 h |

Von 24 gemeldeten Läufern kamen 21 in die Wertung.
- Nicht gestartet im ersten Lauf (1):

Jan Vogt (GER)
- Disqualifiziert im ersten Lauf (1):

Jonas Gossmann (GER)
- Ausgeschieden im zweiten Lauf (1):

Anton Schönewolf (GER)

## Ergebnis Damen
| Platz | Name                  | Land | Zeit 1. | Zeit 2. | Gesamt    |
| ----- | --------------------- | ---- | ------- | ------- | --------- |
| 01    | Ulrike Bertsch        | GER  | 32,80 s | 30,63 s | 1:03,43 h |
| 02    | Lara Kögel            | GER  | 33,35 s | 30,91 s | 1:04,26 h |
| 03    | Alexa Brust           | GER  | 34,68 s | 32,08 s | 1:06,76 h |
| 04    | Magdalena Gruber      | GER  | 35,56 s | 32,42 s | 1:07,98 h |
| 05    | Marie-Theres Lehmann  | GER  | 36,15 s | 32,21 s | 1:08,36 h |
| 06    | Annalena Rettenberger | GER  | 36,35 s | 32,34 s | 1:08,69 h |
| 07    | Nina Kappen           | GER  | 35,86 s | 33,22 s | 1:09,08 h |
| 08    | Leonie Gökeler        | GER  | 35,98 s | 33,43 s | 1:09,41 h |
| 09    | Luisa Merk            | GER  | 37,06 s | 33,74 s | 1:10,80 h |
| 10    | Paula Brenzel         | GER  | 37,73 s | 33,61 s | 1:11,34 h |

Von 39 gemeldeten Läuferin kamen 32 in die Wertung.
- Nicht gestartet im ersten Lauf (2):

Elena Dangel (GER), Franziska Dangel (GER)
- Ausgeschieden im ersten Lauf (2):

Maria Berg (GER), Luisa Zeh (GER)
- Disqualifiziert im ersten Lauf (2):

Marie-Luise Reichle (GER), Lisa Staudinger (GER)
- Ausgeschieden im zweiten Lauf (1):

Martina Sulcova (CZE)